# ساندر فوس
ساندر فوس (بالهولندية: Sander Vos)‏ هو مونتير هولندي، ولد في 31 يناير 1967 في أوترخت في هولندا.

## وصلات خارجية
- ساندر فوس على موقع IMDb (الإنجليزية)
- ساندر فوس على موقع ألو سيني (الفرنسية)
- ساندر فوس على موقع ميوزك برينز (الإنجليزية)
- ساندر فوس على موقع أول موفي (الإنجليزية)
- ساندر فوس على موقع قاعدة بيانات الأفلام السويدية (السويدية)
- ساندر فوس على موقع قاعدة بيانات الأفلام السويدية (السويدية)
- ساندر فوس على موقع ديسكوغز (الإنجليزية)
- ساندر فوس على موقع قاعدة بيانات الفيلم (الإنجليزية)
- ساندر فوس على موقع كينوبويسك (الروسية)